# 日本とマーシャル諸島の関係
日本とマーシャル諸島の関係（にほんとマーシャルしょとうのかんけい、英語: Japan–Marshall Islands relations） では、日本とマーシャル諸島の関係について概説する。

## 両国の比較
|               | マーシャル諸島                | 日本                           | 両国の差                          |
| ------------- | ----------------------------- | ------------------------------ | --------------------------------- |
| 人口          | 5万8791人（2019年）           | 1億2626万人（2019年）          | 日本はマーシャル諸島の約2147.6倍  |
| 国土面積      | 180 km2                       | 37万7972 km2                   | 日本はマーシャル諸島の約2099.8倍  |
| 人口密度      | 325 人/km2（2018年）          | 347 人/km2（2018年）           | 日本はマーシャル諸島の約1.1倍     |
| 首都          | マジュロ                      | 東京都                         |                                   |
| 最大都市      | マジュロ                      | 東京都区部                     |                                   |
| 政体          | 大統領制                      | （民主制）議院内閣制           |                                   |
| 公用語        | 英語 マーシャル語             | 日本語（事実上）               |                                   |
| 通貨          | アメリカ合衆国ドル            | 日本円                         |                                   |
| 国教          | なし                          | なし                           |                                   |
| 人間開発指数  | 0.708                         | 0.919                          |                                   |
| 民主主義指数  | データなし                    | 7.99                           |                                   |
| GDP（名目）   | 2億2127万8000米ドル（2019年） | 5兆819億6954万米ドル（2019年） | 日本はマーシャル諸島の約23883.7倍 |
| 一人当たりGDP | 3788.2米ドル（2019年）        | 40246.9米ドル（2019年）        | 日本はマーシャル諸島の約10.6倍    |
| 経済成長率    | 3.6%（2019年）                | 0.7%（2019年）                 |                                   |
| 軍事費        | データなし                    | 476億902万米ドル（2019年）     |                                   |
| 地図          |                               |                                |                                   |

## 歴史

### マーシャル諸島略史
紀元前2千年ごろ、東南アジアから太平洋に広がった人々がミクロネシア人としてマーシャル諸島に定着。
1526年、スペイン人探検家アルバロ・デ・サーベドラがマーシャル諸島に属するボカック環礁に上陸。領有を宣言するも支配には至らず。
1885年、ドイツ帝国の保護領となる。
1914年、第一次世界大戦勃発。大日本帝国はドイツ帝国からマーシャル諸島を含む南洋諸島を奪取。戦後には国際連盟から委任統治を認められる。
1945年、第二次世界大戦での日本の敗戦により、アメリカの占領と委任統治（太平洋諸島信託統治領）が始まる。
1978年、太平洋諸島信託統治領の中のミクロネシア連邦から離脱する。
1979年に憲法を制定し自治国家となる。1986年、アメリカとの自由連合盟約国として完全独立。

### 日本統治

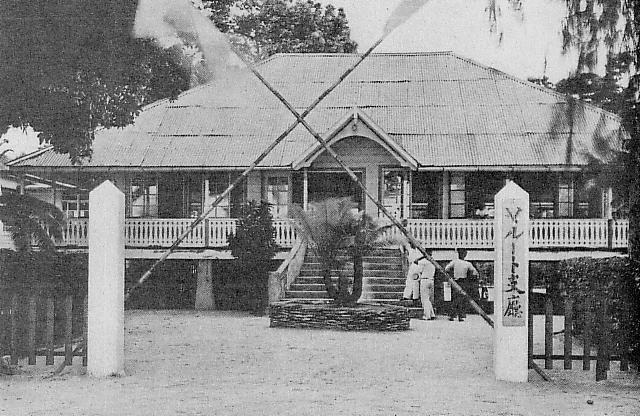
南洋庁ヤルート支庁（ジャルート環礁）

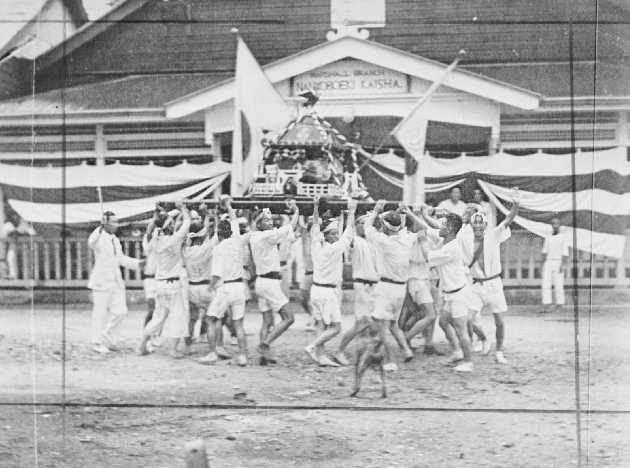
日本統治時代に行われた祭り（ジャルート環礁）

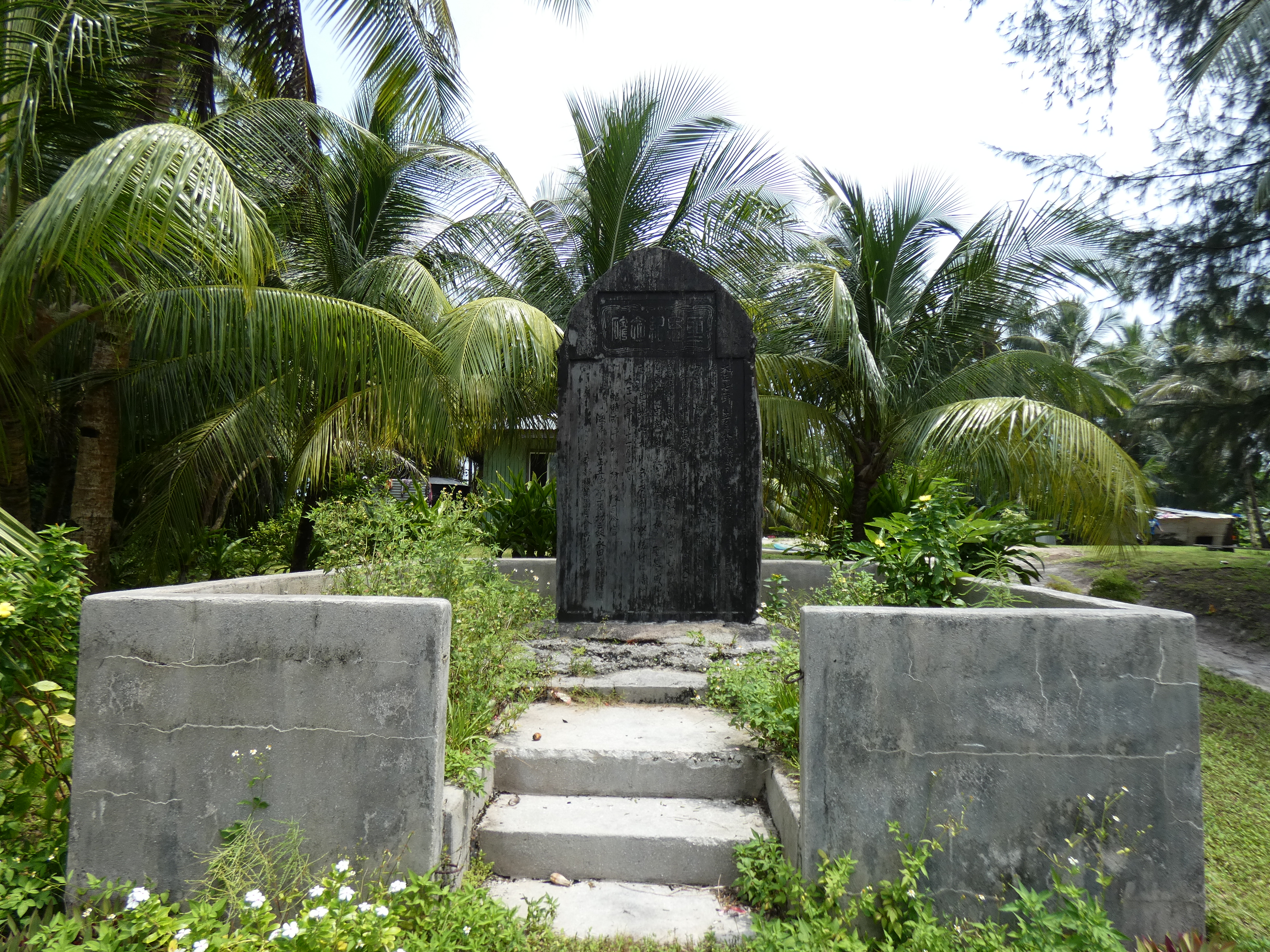
1918年の台風に襲われて甚大な被害を受けたマジュロ環礁を支援した大正天皇の皇恩を讃える聖恩紀念碑

1885年のドイツ帝国の占領よりドイツ領ニューギニアの一部を構成していたが、第一次世界大戦では日本が日英同盟に基づいて連合国側で参戦。赤道以北の南洋諸島を占領したまま終戦をむかえて、1922年のヴェルサイユ条約によって日本はドイツ帝国の植民地をほぼそのまま委任統治領として受け継いだ。なお、この南洋諸島にはマーシャル諸島の他に現在のミクロネシア連邦やパラオも含まれていた。
日本は南洋諸島を獲得後、パラオのコロールに南洋庁を設置し、国策会社の南洋興発株式会社や南洋拓殖株式会社を設立して島々の開拓、産業の扶植を行った。マーシャル諸島には現在の首都マジュロの近くであるジャルート環礁に南洋庁ヤルート支庁が置かれて、本国から遠かったためドイツの植民地下では蔑ろにされていた近代的な電気や水道、学校や病院などのインフラストラクチャーの充実がマジュロでは進むなど、マーシャル諸島開発の中心となった。
1918年の台風でマジュロ環礁が甚大な被害を受けた際には、現地の惨状を知った大正天皇が自身のご聖慮で内帑（ポケットマネー）から現金5000円（当時の大卒初任給の約100倍で、平成時代の2000～2500万円に相当）を供出した上で被災地に支援物資を送るよう取り計らった。その後、大正天皇の慈悲深さを現地島民に周知するため、格調高い文語調の日本語で皇恩を讃える聖恩紀念碑がマジュロに建てられた。
1920年代から1930年代初期には、マーシャル諸島原産のコプラ（ヤシ油の原料）の集積地となり、買い付けを行う日本の商人らでにぎわった。交通面でも、横浜港やパラオのコロールからジャルート環礁まで、日本郵船のサイパン丸やパラオ丸による定期航路が就航していたほか、1941年1月より大日本航空が横浜港からサイパンやパラオを経由してジャルート環礁までの定期旅客便を川西式四発飛行艇により就航させた。先年に建てられた聖恩紀念碑は、文語調の日本語を解さない多くの現地島民から見ると、大正天皇の慈悲深さよりも、むしろ石碑が建てられた時期から日本人がたくさん進出したことによって一度は荒廃した島が急速に復興して活況を呈するようになった象徴として受け止められるようになった。
なお、南洋諸島と日本本国には時差があり、マーシャル諸島では日本標準時+2時間（UTC+11）である「南洋群島東部標準時（ヤルート・ポナペ地区）」が採用された。

### 太平洋戦争

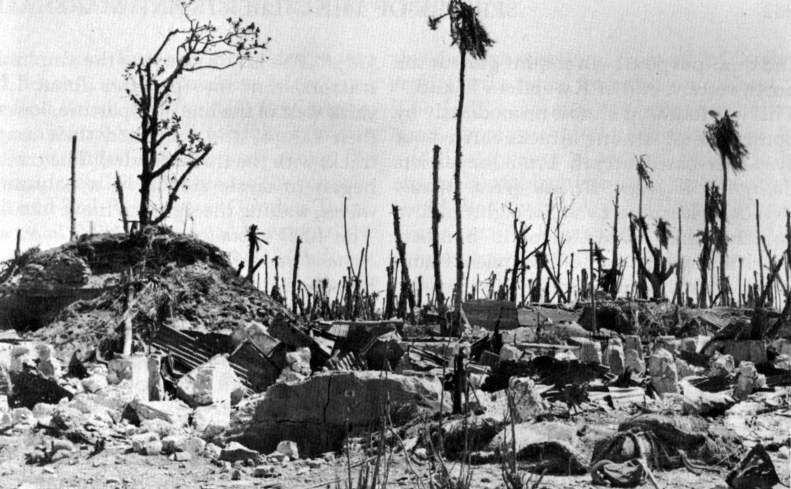
アメリカ軍の徹底的な事前砲撃を受け木々が消えたクェゼリン環礁

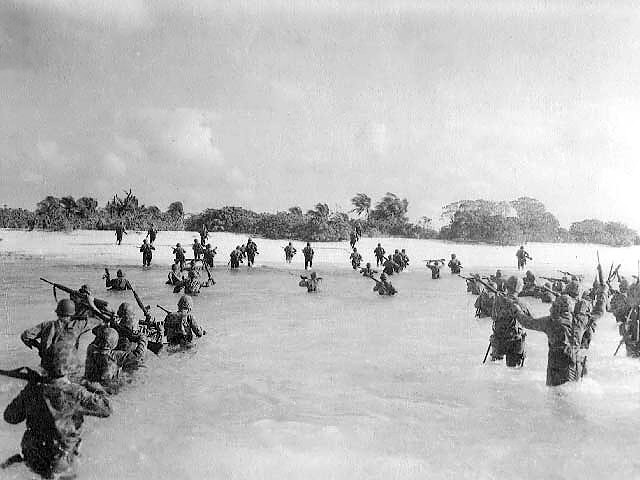
エニウェトク環礁に上陸するアメリカ軍

第二次世界大戦（太平洋戦争）ではマーシャル諸島も日米の激戦地と化し、多くの死者を出した。一連の戦いの嚆矢となったのは1942年（昭和17年）2月の太平洋におけるアメリカ軍の初の積極的な軍事行動であった「マーシャル・ギルバート諸島機動空襲」、および1943年（昭和18年）12月のアメリカ海軍機動部隊がマーシャル諸島の日本軍基地を攻撃して航空隊がそれに応戦した「マーシャル諸島沖航空戦」である。これら戦いはアメリカ側の奇襲であり、日本はアメリカ軍の上陸を防げたものの航空機や艦船に損害を負い、その後のアメリカ軍の攻勢では上陸を許している。
翌年2月1日にはアメリカ軍がマジュロを無血占領。1944年（昭和19年）2月5日には現在マーシャル諸島が領有するクェゼリン環礁で「クェゼリンの戦い」が発生し、これは最初の陸上の激戦となって1週間の戦闘の末同島の守備隊は玉砕した。またその後同年2月22日にもエニウェトク環礁で「エニウェトクの戦い」と呼ばれる激戦が展開され、この敗北により日本軍は南洋諸島における航空兵力の重要拠点を一掃された。これら戦闘はギルバート諸島（現・キリバス。キリバスはギルバートの転訛）における戦闘も含めて「ギルバート・マーシャル諸島の戦い」と呼ばれる。
1944年のアメリカによる占領後は、日本はマーシャル諸島を奪還できないまま敗戦。1947年には国際連合がアメリカ合衆国の信託統治領（太平洋諸島信託統治領）として承認し、名実ともに日本統治は幕を下ろした。

### 第五福竜丸

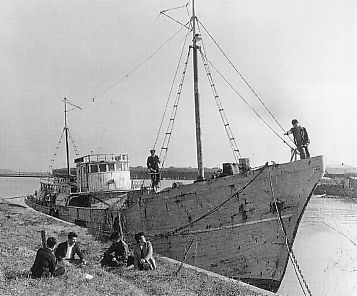
被爆する事となった第五福竜丸

マーシャル諸島を委任統治という形で領有したアメリカは、1953年にネバダ核実験場で実施されていた核実験「アップショット・ノットホール作戦」の後継実験である「キャッスル作戦」をビキニ環礁及びエニウェトク環礁で実施していた。キャッスル作戦は計六回の核実験により構成されており、第一回目の核実験「ブラボー実験」は1954年3月1日にビキニ環礁で実施された。
このブラボー実験ではマーシャル諸島沖で操業していた日本の漁船「第五福竜丸」の乗組員23名も「死の灰」と呼ばれる放射性降下物に汚染され、日本・焼津への帰国後に火傷、頭痛、嘔吐、眼の痛み、歯茎からの出血、脱毛など急性放射線症候群を訴えた。なお、第五福竜丸はアメリカが設定した危険区域の外側で操業しており、本来被曝する事はありえなかったが、爆発の威力がアメリカ軍が想定していた5メガトンを大きく上回る15メガトンに達していたため、被曝した。これは広島・長崎への原爆投下に次ぐ「日本を巻き込んだ第三の原子力災害」となり、日本は原子爆弾と水素爆弾の両方の兵器による原子力災害（被爆と被曝）を経験した国となった。そして、第五福竜丸の被爆、特に久保山愛吉無線長（当時40歳）が「原水爆による犠牲者は、私で最後にして欲しい」と遺言して死んだ出来事（1954年9月23日）は、日本だけでなく世界で反核運動が始まる動機になった。またこの出来事は、特撮作品「ゴジラ」制作にも大きな影響を与えている。
しかしアメリカ側は、仮に放射性降下物が降り注いだとしてもマグロなど水揚げされる水産物が汚染される事はなく、大量の海水ですぐに希釈されると主張。しかし広島・長崎への原爆投下や第五福竜丸事件があった事から日本はそれを信じずに独自に海の放射能汚染の実態を解明しようという一大プロジェクトが水産庁主導で始動して、海洋・水産・大気・環境・放射能などの専門家を乗せた俊鶻丸をビキニ環礁に向かわせた。現地住民の協力も得た結果、放射能は海水ではすぐに薄まらない事が証明され、また世界で初めて放射能汚染物質が食物連鎖を通じてマグロやカツオの体内に蓄積されていくと判明した。この結果は日本における反核運動を助長し、長らく放射能と水爆実験の関係性を否定してきたアメリカ原子力規制委員会にもその関連性を認めさせた。この時プロジェクトの中心的存在であった三宅泰雄は、それ以降もマーシャル諸島にたびたび調査に赴いて放射能の危険性を訴え続けて高い評価を得ている。
なお、現在ではビキニ環礁は水爆の恐ろしさを伝える負の遺産として世界遺産に登録されており、広島市の原爆ドームもまた原爆の恐ろしさを伝える負の遺産として世界遺産に登録されているなど、共通項が存在する。その事から、マーシャル諸島と広島市は核なき世界を訴える立場を共にしており、広島ではビキニ環礁を題材にした講演会が開かれるなど交流も存在する。

### 東日本大震災
2011年3月11日に東日本大震災が発生。マーシャル諸島の大統領チューレラン・ゼドケアは深い哀悼を示すとともに支援を表明した。また、政府観光局やELEFAなどのNPO団体が中心となり、復興支援のためのチャリティーイベントが開催され、日の丸をアレンジしたイヤリングや髪飾りといった手工芸品が販売された。
また、東日本大震災を発端として福島県双葉郡大熊町では福島第一原子力発電所事故が発生。チェルノブイリ原発事故と並ぶ世界最悪の原子力事故となり周辺が立ち入り禁止区域に指定されるなど、ここでも核実験により人が住めなくなったビキニ環礁との共通項を持つ事となった。その事から福島県は原子力の恐ろしさを風化させない為、原水爆実験地であるマーシャル諸島に現地調査団を派遣している。
なお、東日本大震災による瓦礫はマーシャル諸島でも発見されており、津波の被害の大きさを象徴する出来事であった。

### 外交史
1986年にマーシャル諸島がアメリカ合衆国から完全な独立を果たすと日本はほぼ同時にそれを承認。1988年12月には両国間に外交関係が樹立された。1991年12月には駐日マーシャル諸島共和国大使館が東京に開設。一方の日本は1997年1月に在フィジー日本国大使館が兼轄する形で在マーシャル日本国兼勤駐在官事務所が開設したが、2008年には兼轄先が在ミクロネシア日本国大使館へと移動している。2015年1月には在マーシャル日本国兼勤駐在事務所の大使館格上げが実施されてマジュロに「在マーシャル日本国大使館」が開設。同年8月に駐マーシャル初代特命全権大使・光岡英行が着任した。
2018年には日本とマーシャル諸島の外交関係樹立30周年を迎えた。

## 外交関係
日本はアメリカ合衆国と並ぶマーシャル諸島の旧宗主国である。その事からマーシャル諸島とは日本との関係も重視、日本は経済支援や文化交流を活発に実施しており、外交的関係も良好である。なお、マーシャル諸島は日本の常任理事国参入を支持しており、捕鯨問題についてもIWC加盟国でありながら日本の立場を尊重する国でもある。

### 日本要人のマーシャル諸島訪問

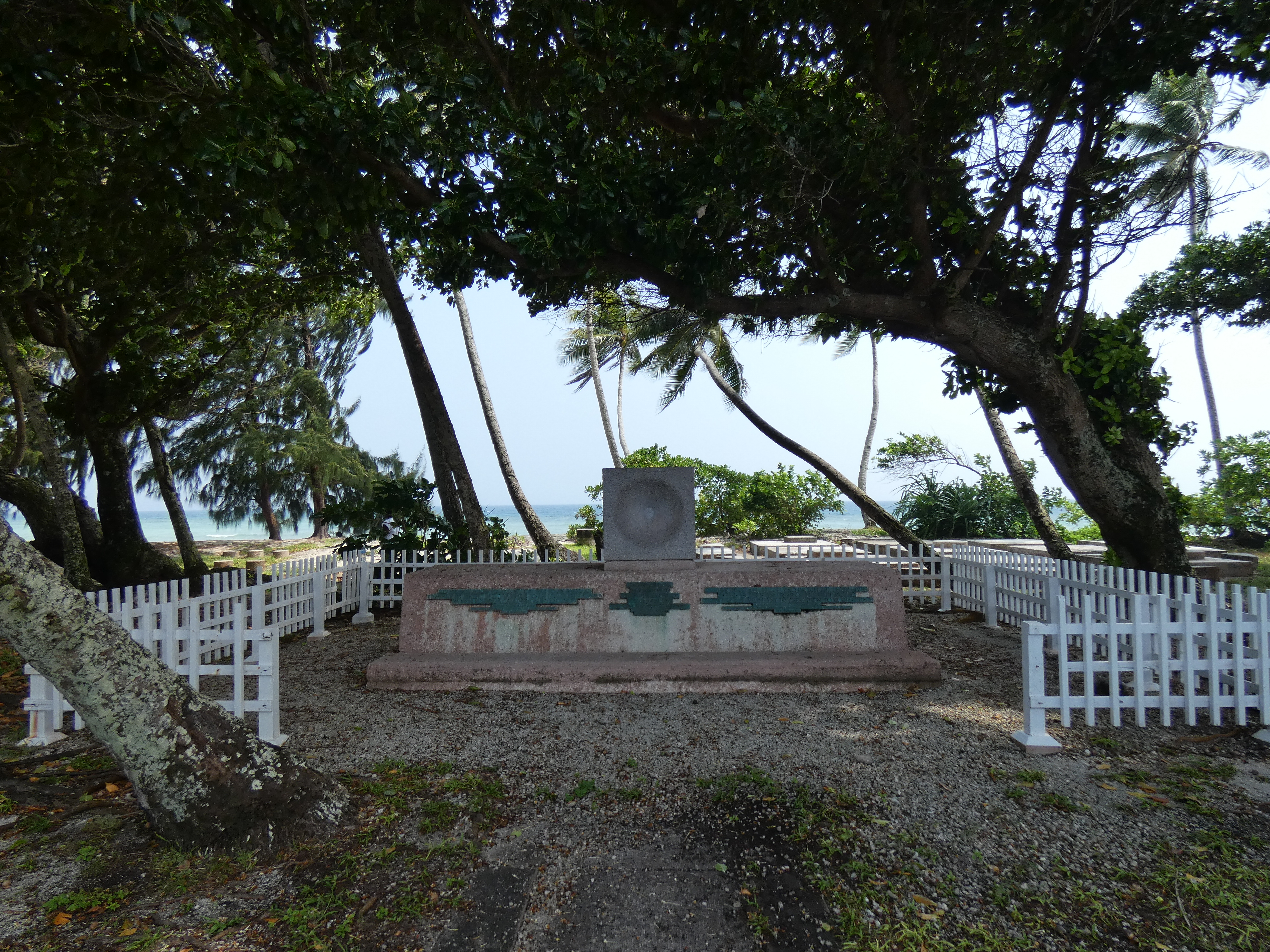
マジュロ平和公園にある東太平洋戦没者の碑。日本の方角を向いている。（2019年9月撮影）

2018年の外交関係樹立30周年では太平洋島嶼国地域担当大使を務める高田稔久がマーシャル諸島を訪問。次の30年に向けてより一層の関係の発展を目指す抱負を述べたほか、「マジュロ環礁ウォジャ地区保健支援センター」、「マジュロ環礁廃棄物公社」、及び水産研究・教育機構練習船「耕洋丸」を視察し、「東太平洋戦没者の碑」に献花を行った。2020年の1月にも高田稔久はマーシャル諸島を訪問して、新マーシャル諸島大統領であるデービッド・カブの就任式に出席しているほか、日本漁船の安定操業や未だマーシャル諸島で発見される戦時中の遺骨の回収作業への引き続きの協力を要請した。
また、少し遡って2016年1月には日本・マーシャル諸島共和国友好議員連盟会長を務める衆議院議員の田中和徳が特派大使としてヒルダ・ハイネの大統領就任式に出席し、内閣総理大臣補佐官である薗浦健太郎は2019年1月にマーシャル諸島を訪問して日本の推進する「自由で開かれたインド太平洋」構想への支持を獲得。2019年8月には現職の外務大臣として初めて河野太郎がマーシャル諸島訪問を実施して（南太平洋諸国を訪れる外務大臣は32年ぶり）、日本・マーシャル外相会談 や大統領表敬 を行うなど、マーシャル諸島との関係強化を目指している。その背景には、太平洋島嶼国への中国の影響力浸透がある。

### マーシャル諸島要人の訪日

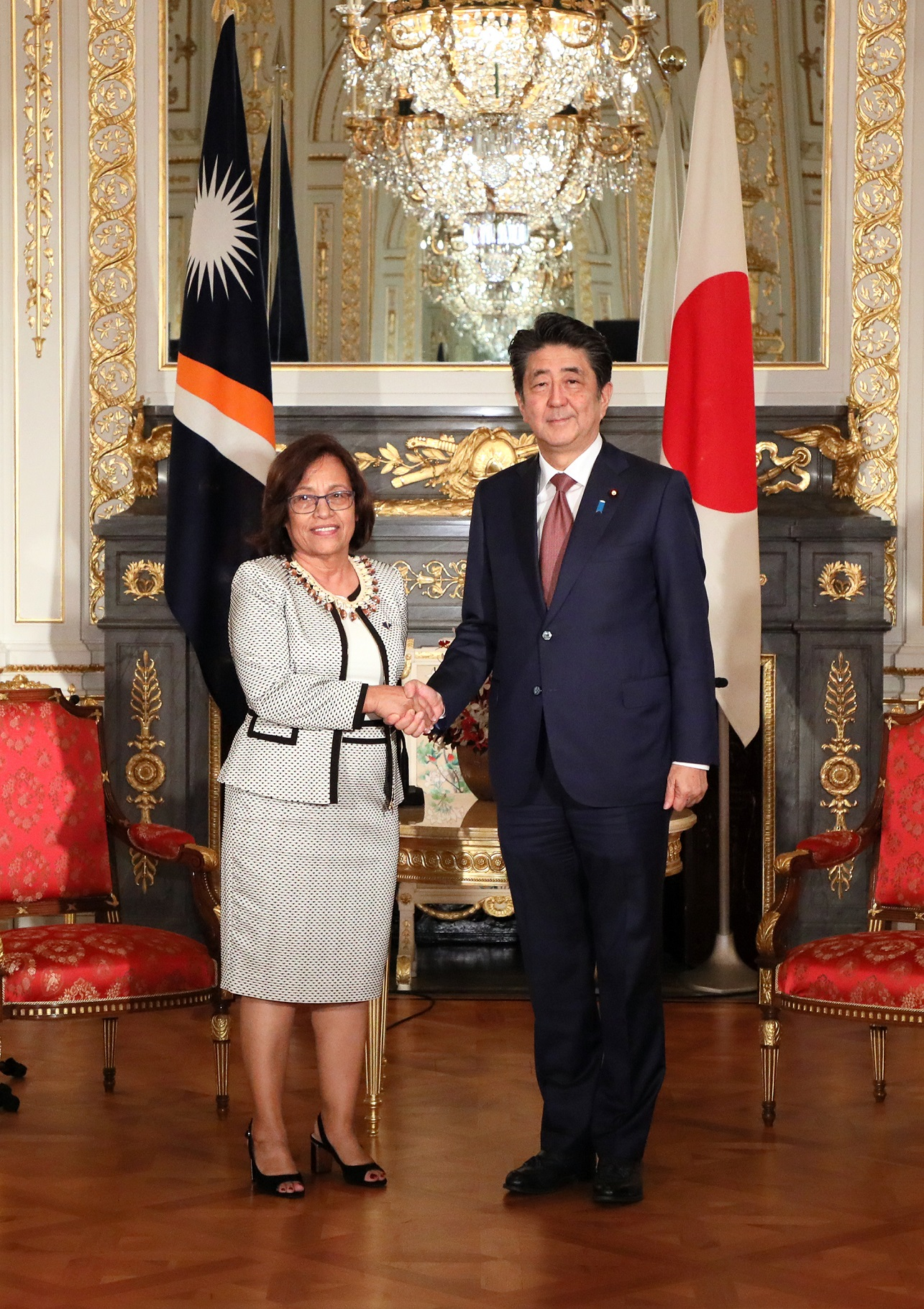
日・マーシャル首脳会談（2019年10月23日）

一方でマーシャル諸島側は歴代の大統領が日本訪問を実施し、日本との友好をアピールしている。1990年・1995年4月・1996年10月には初代マーシャル諸島大統領で日系人のアマタ・カブアが訪日。
1997年10月には第2代大統領イマタ・カブアが訪日して第1回太平洋・島サミットに出席。
第3代大統領のケーサイ・ノートは2000年4月・2000年6月・2003年5月・2003年6月・2005年1月・2005年7月・2006年5月の計7回の訪日を実施し、天皇皇后など要人との面談や小泉純一郎との首脳会談だけでなく、日本の大学生とも交流を行った。
2006年5月・2008年4月・2009年5月にはリトクワ・トメインが訪日して麻生太郎・福田康夫など当時の総理大臣と首脳会談を実施し、マーシャル諸島は気候変動による海面上昇で大きな被害を受ける国である事から、それについての支援と気候変動問題での協力を求めた。日本はマーシャル諸島に対し、化石燃料に代わるクリーンエネルギー・太陽光発電システムの設置への支援を申し出ている。
その後、2009年に第5代大統領となったチューレラン・ゼドケアはマーシャル諸島の大統領で初めて訪日を実施しなかった。しかし2011年の東日本大震災では「深い悲しみと、深甚なる弔意を表したい」と哀悼の意を述べ、支援を表明した。続く第6代大統領クリストファー・ロヤックは2012年5月・2014年2月・2015年5月に訪日を実施して、安倍晋三との首脳会談などを通して日本との関係強化を図っている。
第7代大統領キャステン・ネムラは在職僅か数日の短命な政権で終わったため訪日できず。続く第8代大統領であり女性初のマーシャル諸島大統領であるヒルダ・ハイネは2018年5月と2019年10月に訪日を実施、安倍晋三や外務大臣の茂木敏充と会談を行って、「自由で開かれたインド太平洋」構想の実現に向け協力関係を確認している。

## 経済交流
日本の2019年対マーシャル諸島貿易は輸入が9.48億円に留まるのに対し、輸出が1457.57億円と日本の大幅な黒字である。輸入品の殆どはマグロやカツオといった大型魚介類であり、日本の食生活には欠かせないものとなっている。輸出品は自動車や機械類、食料品などで、またマーシャル諸島は気候変動対策としてクリーンエネルギーを推し進めていることからソーラーパネルの供給も僅かながら行われている。
マーシャル諸島への開発援助の独立以来30年以上続けられており、2017年までの累計額は200億円に上り、日本はマーシャル諸島にとってアメリカ合衆国やオーストラリアと並ぶ主要援助国である。近年の援助内容としては、船舶の供与、マジュロ病院屋根上への太陽光パネル設置、水産市場建設及び集魚船の供与、重機（ダンプトラック、コンパクター、エクスカベーター、セーフティローダートラック等）、水質検査機材の供与、廃金属圧縮機及びペットボトル圧縮機の廃棄物公社への設置などが挙げられる。また国際協力機構は生物多様性の維持のため、サンゴ礁のモニタリング手法などをマーシャル諸島に提供、協力している。
また、2009年5月22～23日に北海道占冠村で行われた第5回日本・太平洋諸島フォーラム（PIF）首脳会議（太平洋・島サミット）で採択された「北海道アイランダーズ宣言」には、太平洋環境共同体と呼ばれる に対抗する多国間の枠組みを模索することが盛り込まれている。日本とマーシャル諸島はともにその中心国である。

## 文化交流

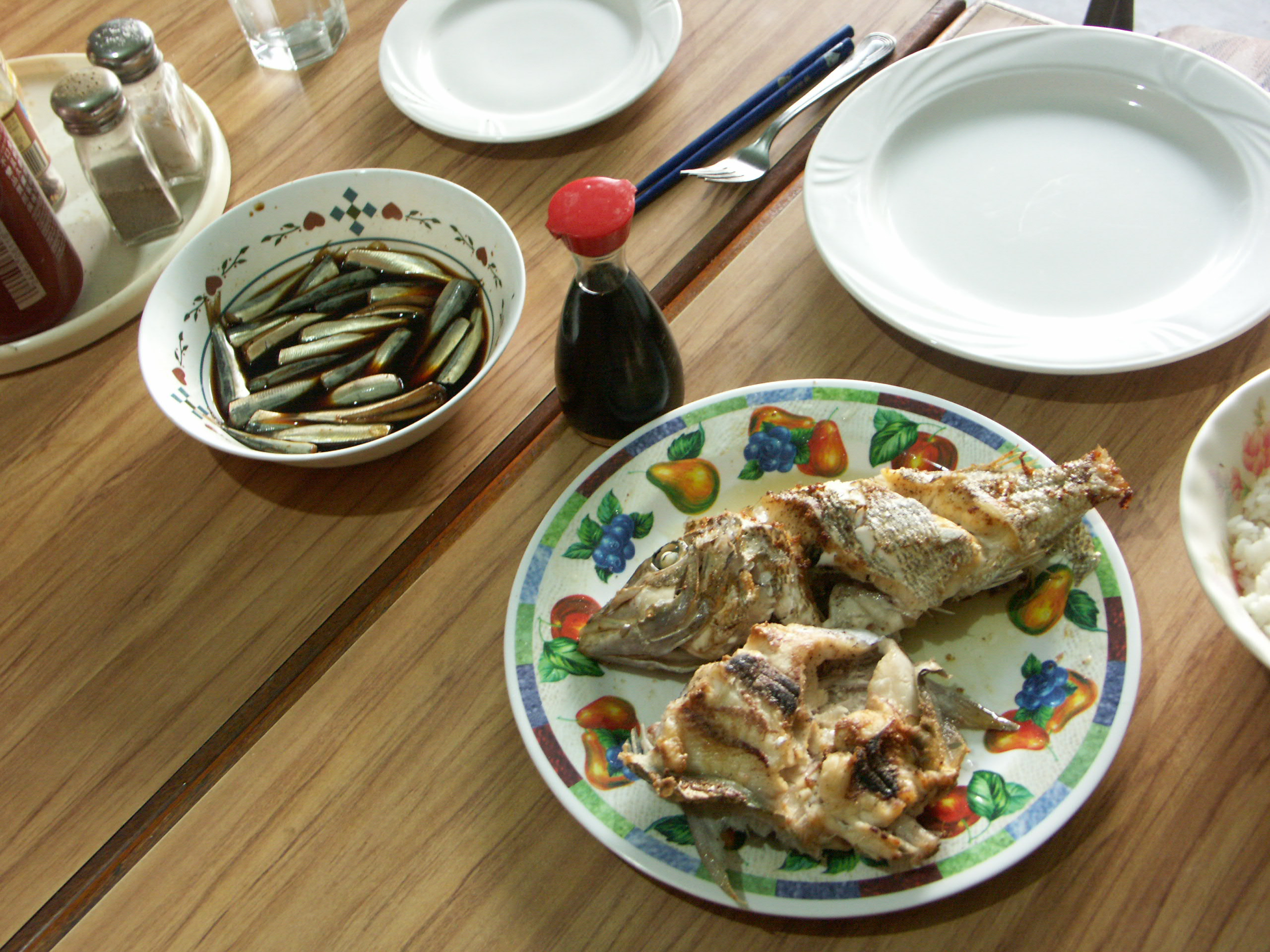
マーシャル諸島にも焼き魚に醤油をかけて食べる習慣がある

2019年時点で在留邦人49名、在日マーシャル諸島人18名となっているが、マーシャル諸島の人口が5万人である事を鑑みると人の往来は多い。また、戦前および戦時中は日本が統治していた時代があるため、日系マーシャル諸島人も多い。大統領を務めたアマタ・カブアやケーサイ・ノートも日系人である。その事から現代でも日本語から借用した単語がいくつかマーシャル語で使用されており（例：カレー、醤油、刺身、ジャンケンなど）、高齢者を中心に日本語話者も僅かながら存在する。戦時中から現在に至るまで、日本語教育も盛んである。
食文化も日本の影響を大きく受けている。本来マーシャル諸島の食文化はイモ、魚、ココナッツを軸とするものだが、日本統治の時代を経て現在では米が一般的に普及、刺身なども食べられている。
また日本政府は小学生から中学二年生までを対象にミクロネシア諸島自然体験交流事業を実施し、マーシャル諸島にも20名ほどが交流に赴いている。
現地の日本文化発信は在マーシャル諸島共和国日本国大使館が担う。同大使館は、日本語のスピーチコンテストや現地の小中学生を対象に日本のアニメ映画鑑賞会を開催。

## 姉妹都市
一般財団法人自治体国際化協会によると、マーシャル諸島の都市と姉妹都市提携を結んでいる日本国内の都市は以下の通り。
- 奈良県河合町とマジュロ市

河合町の地場産業が貝ボタンであり、その材料がタカセ貝やコクチョウ貝であり、その輸入先がマーシャル諸島であるという縁により、河合町とマジュロ市が姉妹都市になった。明治以来の繋がりがあり、1985年2月6日、姉妹都市提携が結ばれた。

## 外交使節

### 駐日マーシャル諸島大使
| 代 | 氏名                             | 在任期間        | 官職名       | 備考                                                       |
| -- | -------------------------------- | --------------- | ------------ | ---------------------------------------------------------- |
| 1  | オスカー・デブルム               | 1990年 - 1992年 | 特命全権大使 | 信任状捧呈は7月13日 初代本邦駐在(東京常駐開始は1991年12月) |
| 2  | キンジャ・アンドゥリケ           | 1992年 - 1993年 | 特命全権大使 | 信任状捧呈は4月13日                                        |
| 3  | マック・ティー・カミナガ         | 1994年 - 1997年 | 特命全権大使 | 信任状捧呈は9月12日                                        |
| 4  | アマタライン・エリザベス・カブア | 1997年 - 2003年 | 特命全権大使 | 信任状捧呈は11月19日                                       |
| 5  | フィリップ・ケミラン・カブア     | 2005年 - 2008年 | 特命全権大使 | 信任状捧呈は8月25日                                        |
| 6  | ジーベ・ビー・カブア             | 2008年 - 2011年 | 特命全権大使 | 信任状捧呈は8月18日                                        |
|    | ジャッケオ・レラン               | 2011年          | 臨時代理大使 |                                                            |
|    | アネット・ノート                 | 2011年 - 2012年 | 臨時代理大使 |                                                            |
| 7  | トム・ディー・キチナー           | 2012年 - 2021年 | 特命全権大使 | 信任状捧呈は12月21日                                       |
| 8  | アレクサンダー・カーター・ビング | 2022年 -        | 特命全権大使 | 信任状捧呈は4月26日                                        |